# 郑家屯街道
郑家屯街道，是中华人民共和国吉林省四平市双辽市下辖的一个街道办事处。

## 行政区划
郑家屯街道下辖以下地区：
东华社区、南林社区、东胜社区、新兴社区、迎新社区、东英社区、工农社区和工农村。